# Памятник воинам Волынского пехотного полка
Памятник воинам Волынского пехотного полка — памятник воинам Волынского пехотного полка Русской императорской армии, участникам Крымской войны. Находится на Братском кладбище участников Крымской войны в Севастополе, на правой стороне кладбища, возле могилы Михаила Кумани. Построен 1880-х — 1890-х годах и является единственным монументом на кладбище, который установлен не на могиле, а в честь воинов полка.

## Предыстория
В период Первой обороны Севастополя волыняне потеряли 3 896 воинов, которые были похоронены в Севастополе. После войны, в ноябре 1875 года, командир Волынского полка, заручившись поддержкой высокопоставленных лиц, обратился в Императорскую академию художеств с просьбой выполнить проект памятника воинам полка, для того чтобы установить его на Братском кладбище в Севастополе. Но командование полка владело незначительными средствами на сооружение монумента — всего лишь одной тысячей рублей, и Академия искусств от работы отказалась. Тогда Петербургское общество архитекторов объявило конкурс на разработку проекта памятника волынянам и сделало это бесплатно. Уже в мае 1876 года стало известно, что лучшим признан проект архитектора А. Г Гронвальда под девизом «Терпение и труд все перетрут», вторую премию получил архитектор Шестаков (проект под девизом «За Веру, Царя и Отечество»). Вскоре памятник был сооружён.

## Описание
Памятник представляет собой беломраморный саркофаг, установленный на многоступенчатом постаменте со сложнопрофильным карнизом. Высокохудожественная резьба, строгие пропорции, качество исполнения позволяют отнести этот памятник к лучшим образцам кладбищенской архитектуры. На пьедестале рельефное изображение венок и перевернутые факелы. На лицевой и оборотной сторонах пьедестала мемориальная надпись:
«Штаб, обер-офицерам и нижним чинам Волынского пехотного полка, падший при защите г. Севастополя в 1854 и 1855 годах. От общества офицеров Волынского пехотного полка.